# عبدالقادر رابیه
عبدالقادر رابیه (انگلیسی: Abdel Kader Rabieh; ۷ ژوئیهٔ ۱۹۵۸ – ۱۳ ژوئیهٔ ۲۰۱۰) بازیکن بسکتبال اهل مصر بود.